# توموكي هيداكا
توموكي هيداكا (باليابانية: 日高 智樹) (6 أبريل 1980 في ميازاكي في اليابان – )؛ هو لاعب كرة قدم ياباني سابق كان يلعب كلاعب وسط.

## وصلات خارجية
- توموكي هيداكا على موقع رابطة كرة القدم اليابانية للمحترفين (اليابانية)
- توموكي هيداكا على موقع Soccerway.com (الإنجليزية)